# Emmerich von Arco-Valley

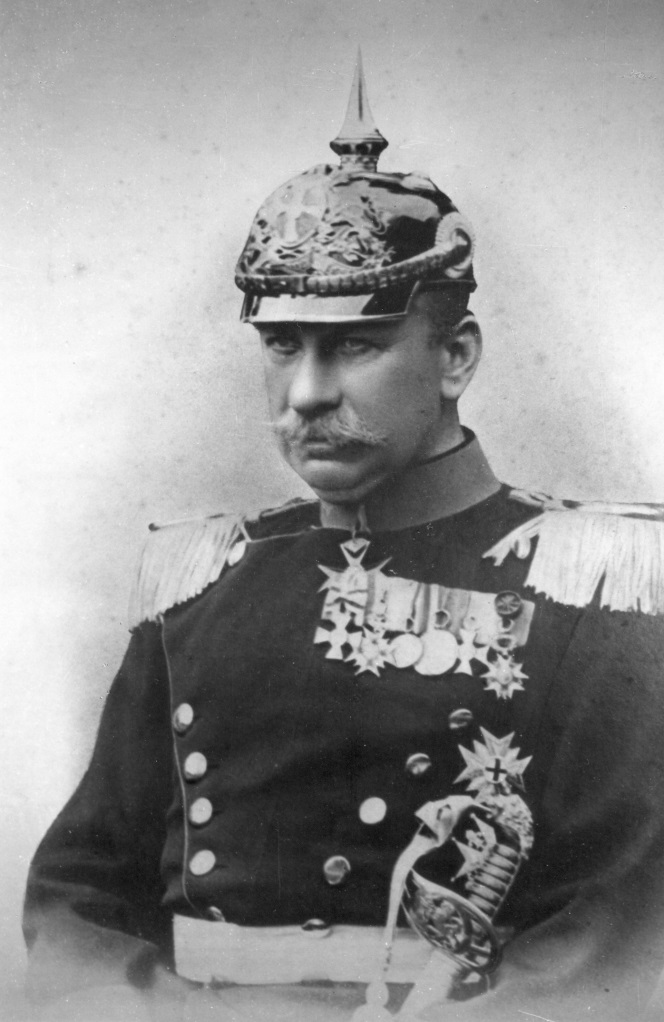
Emmerich Graf von Arco-Valley

Emmerich Graf von und zu Arco auf Valley (* 8. Februar 1852 in München; † 14. Juli 1909 in Petrópolis im Bundesstaat Rio de Janeiro) war ein deutscher Diplomat.

## Leben
Seine Eltern waren Anna Margherita Maria Juliana Pelina Contessa Marescalchi (* 28. August 1813–1885) und Maximilian Graf von und zu Arco-Valley (* 8. April 1806–1875) Graf Arco nahm 1870/71 am Deutsch-Französischen Krieg teil. Danach studierte er Rechtswissenschaften. Er war von 1879 bis 1880 als Rechtsanwalt in München, wo er auch Gemeindebevollmächtigter wurde. Dabei war kennzeichnend für ihn, dass er eine beispiellose Wohltätigkeit gegenüber den armen Bevölkerungsschichten zeigte. Das brachte ihm eine große Anerkennung ein.
Im Jahr 1888 wechselte Emmerich von Arco-Vally in den diplomatischen Dienst des Auswärtigen Amtes. Zunächst wurde er hier an der deutschen Botschaft in Paris eingesetzt. In den darauffolgenden Jahren nahm er an mehreren internationalen Kongressen als Vertreter Deutschlands teil. Das war 1890 die internationale Arbeitsschutzkonferenz in Berlin, dann 1893 die internationale Sanitätskonferenz in Dresden sowie die internationale Privatrechtskonferenz in Den Haag. Ab 1895 war er Gesandtschaftssekretär an der deutschen Gesandtschaft in Brüssel, von 1896, an der Gesandtschaft in Madrid und ab 1897 an der Gesandtschaft in London. Von London aus vertrat er die deutsche Regierung auf der Konferenz zum Schutze des gewerblichen Eigentums in Brüssel. Während seines London-Aufenthaltes wurde auf von Arco-Vally ein Revolverattentat verübt und von hier wurde er 1898 als Gesandter nach Rio de Janeiro beordert. Jedoch war sein Aufenthalt in Brasilien recht kurz, denn Ende des Jahres 1900 wechselte er erneut.
Emmerich von Arco-Vally war zum Gesandten in Tokyo ernannt wurden und trat im April 1901 sein Amt in Japan an. Das war für die deutsch-japanischen Beziehungen eine außerordentlich schwierige Zeit, denn er war für diese Aufgabe ausgewählt worden, um die törichten Fehler seines Vorgängers Felix von Gutschmid (1843–1905) auszumerzen. Kurz nach seiner Ankunft wurde er zusätzlich zum Präsidenten der Deutschen Gesellschaft für Natur- und Völkerkunde Ostasiens (OAG) berufen. Im Januar 1902 kam es in Tokyo zur Unterzeichnung neuer Vereinbarungen zwischen England und Japan. Bereits vor dem eigentlichen Termin verfügte von Arco-Vally über den noch nicht veröffentlichten Text des Vertrages. Sein engster Mitarbeiter, und Vertrauter in dieser Zeit war der Justitiar der deutschen Gesandtschaft Karl Vogt (1878–1960). Dieser schrieb später, dass er in seinem neuen Amt bis zur völligen Erschöpfung tätig wurde, um eine Rückkehr zu wieder freundschaftlichen Beziehungen zwischen Deutschland und Japan anzubahnen. Das war seine besondere Aufgabe, die hat er erfüllt. Kurz nach seiner Amtszeit wurde die Gesandtschaft in den Rang einer Botschaft gehoben. Da war sein Nachfolger Alfons Mumm von Schwarzenstein (1859–1924) gerade in Tokyo eingetroffen.
Denn zu diesem Zeitpunkt weilte Emmerich von Arco-Vally bereits in Athen, wo er die Leitung der dortigen deutschen Gesandtschaft übernommen hatte. Nach zwei Jahren Amtszeit reichte er 1908 seine Versetzung nach Rio de Janeiro ein, um die dortige deutsche Gesandtschaft zu führen. Seine Ärzte rieten ihm ab, da es mit seiner Gesundheit nicht zum Besten stand. Mitte 1908 trat er diesen Posten an. Doch bereits im Folgejahr verstarb er am 14. Juli 1909 in Petropolis bei Rio de Janeiro an Herzversagen.